# Leary, Texas
Leary là một thành phố thuộc quận Bowie, tiểu bang Texas, Hoa Kỳ. Năm 2010, dân số của xã này là 495 người.

## Dân số
- Dân số năm 2000: 7596 người.
- Dân số năm 2010: 495 người.